# Jymmy França
Jymmy França (sinh ngày 15 tháng 4 năm 1984) là một cầu thủ bóng đá người Brasil.

## Sự nghiệp câu lạc bộ
Jymmy França đã từng chơi cho Shimizu S-Pulse và Tokyo Verdy.

## Thống kê câu lạc bộ

### J.League
| Đội             | Năm       | J.League | J.League | J.League Cup | J.League Cup | Tổng cộng | Tổng cộng |
| Đội             | Năm       | Trận     | Bàn      | Trận         | Bàn          | Trận      | Bàn       |
| --------------- | --------- | -------- | -------- | ------------ | ------------ | --------- | --------- |
| Shimizu S-Pulse | 2012      | 14       | 0        | 5            | 1            | 19        | 1         |
| Tokyo Verdy     | 2012      | 7        | 1        | -            | -            | 7         | 1         |
| Tổng cộng       | Tổng cộng | 21       | 1        | 5            | 1            | 26        | 2         |